# Dacia 1100
Dacia 1100 – to pierwszy samochód jaki był produkowany w zakładach Dacia. Był licencyjną odmianą Renault 8. Posiadał umieszczony z tyłu, czterocylindrowy, chłodzony cieczą silnik o mocy 46 KM. Wyprodukowano 37 546 egzemplarzy.

## Dane techniczne

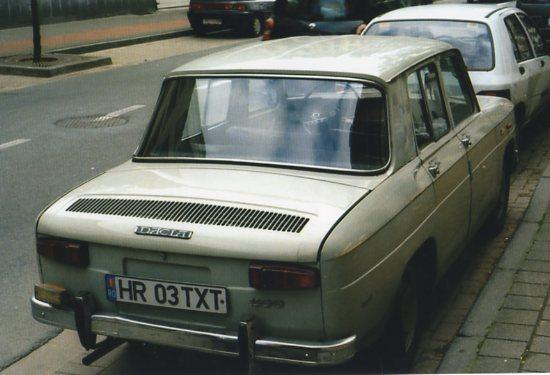
Dacia 1100 – tył pojazdu

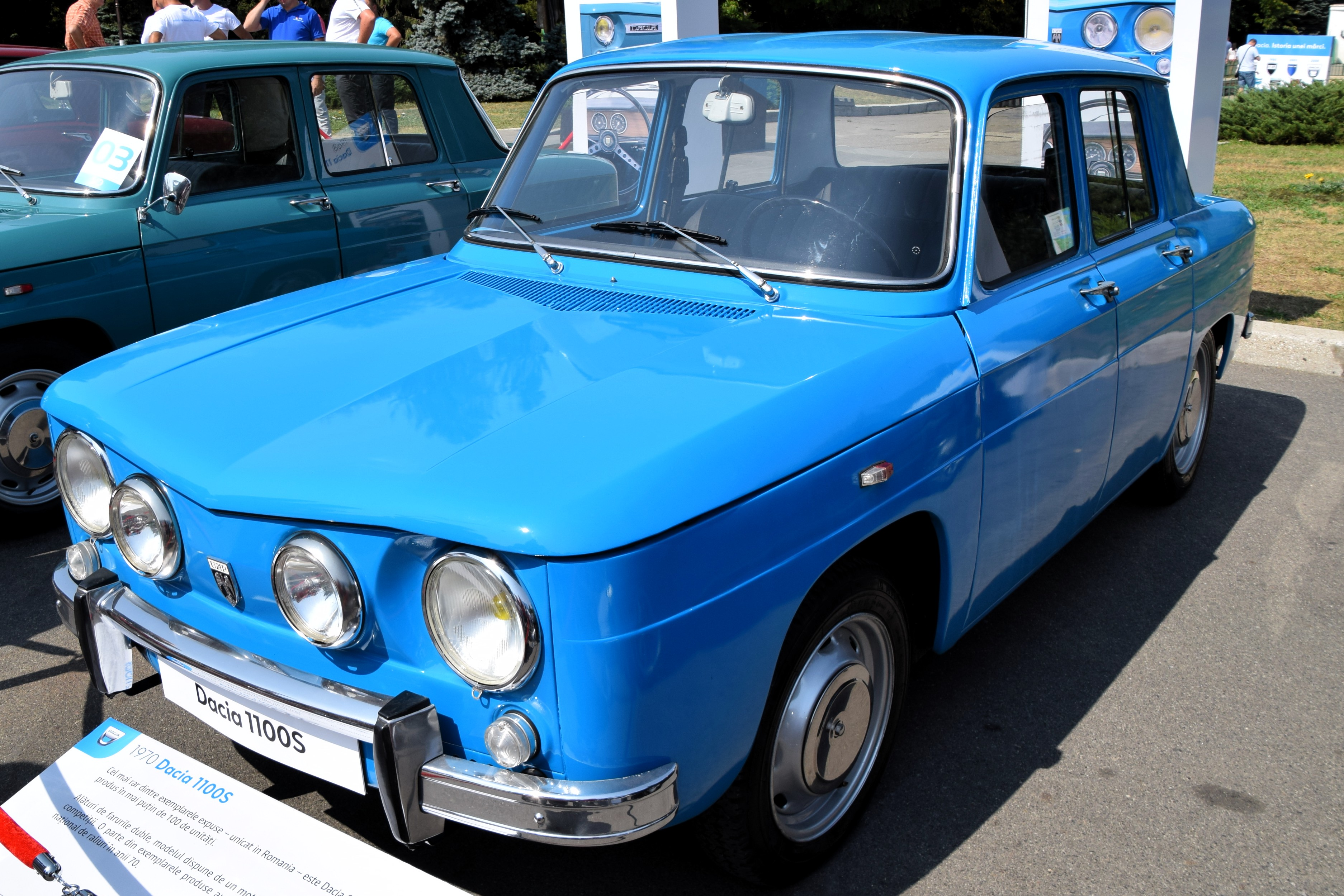
Dacia 1100S

### Silnik
- R4 1,1 l (1108 cm³), 2 zawory na cylinder, OHV[2]
- Średnica × skok tłoka: 70,00 mm × 72,00 mm
- Stopień sprężania: 8,50:1
- Moc maksymalna: 46 KM (34 kW) przy 4600 obr./min
- Maksymalny moment obrotowy: 77 N•m przy 3000 obr./min

### Osiągi
- Przyspieszenie 0-100 km/h: 22,5 s
- Prędkość maksymalna: 133 km/h